# U-Bahnhof Principe
Der Bahnhof Principe ist ein unterirdischer Bahnhof der U-Bahn Genua. Er befindet sich in der Nähe des gleichnamigen Fern- und Regionalbahnhofs.

## Geschichte
Der Bahnhof wurde am 13. Juli 1992 mit der Inbetriebnahme der Teilstrecke Dinegro–Principe eröffnet.
Am 7. August 2003 wurde die Verlängerung Principe–San Giorgio in Betrieb genommen.

## Anbindung
| Linie | Verlauf                                                                                           |
| ----- | ------------------------------------------------------------------------------------------------- |
|       | Brin – Dinegro – Principe – Darsena – San Giorgio – Sarzano/Sant’Agostino – De Ferrari – Brignole |